# USS Block Island (CVE-106)
Pour les autres navires du même nom, voir USS Block Island.
Le USS Block Island (CVE-106) (ex-Sunset Bay) était un porte-avions d'escorte de classe Commencement Bay de la marine américaine. C'était le deuxième navire à porter son nom, fait en l'honneur du premier, lancé 12 jours après le naufrage de l'original, le USS Block Island (CVE-21).
Il a été lancé le 10 juin 1944 sous le nom de Sunset Bay par le chantier naval Todd-Pacific à Tacoma dans l'État de Washington ; parrainé par Mme EJ (Grace) Hallenbeck (mère du major Pappy Boyington, alors prisonnier de guerre des Japonais), et commandé comme Block Island le 30 décembre 1944, le capitaine FM Hughes aux commandes.

## Historique

### Seconde Guerre mondiale

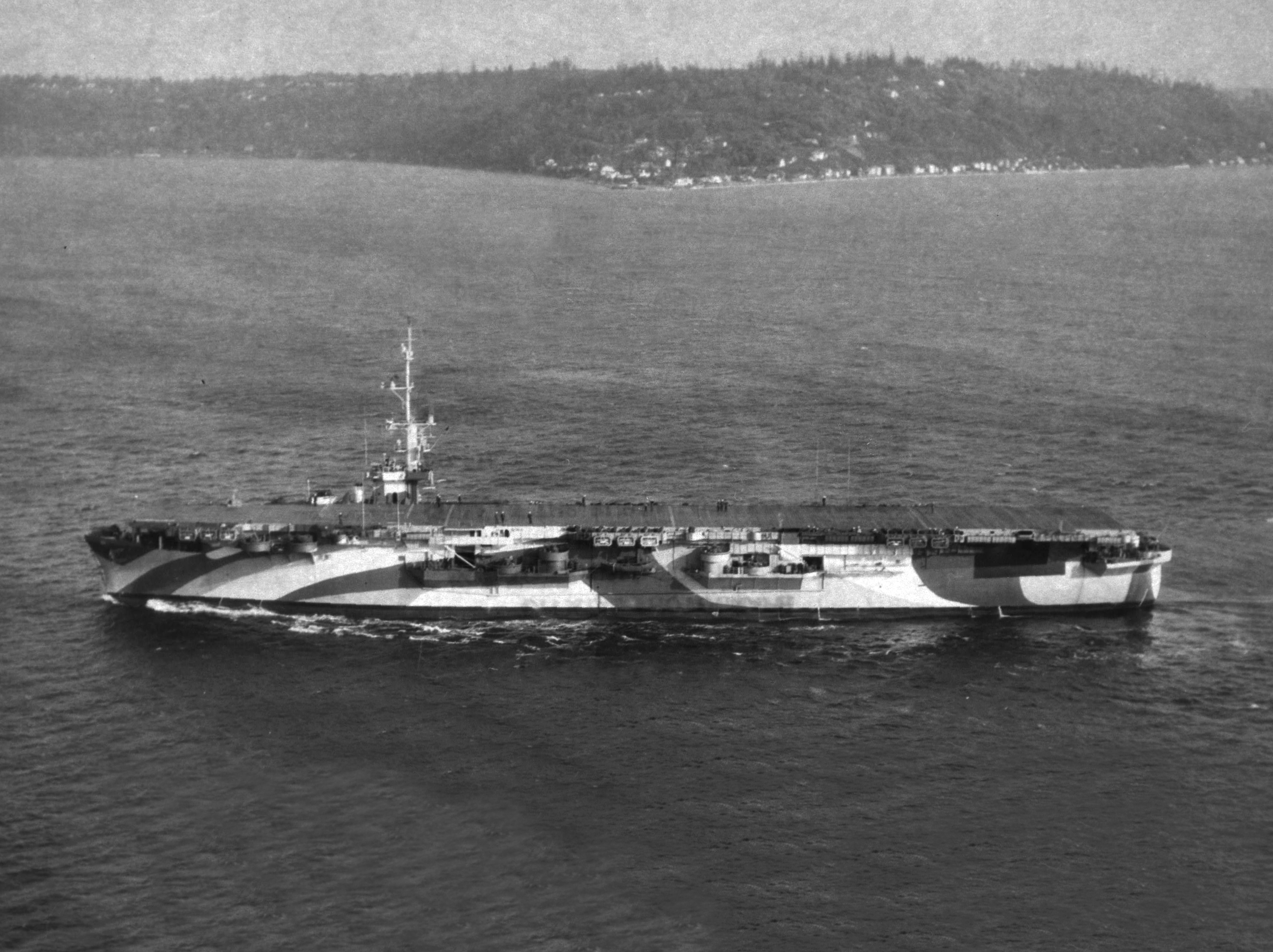
USS Block Island en janvier 1945

Block Island s'est dirigé vers Pearl Harbor le 20 mars 1945. À son arrivée, il a subi une période d'approvisionnement et d'entraînement en vue de l'invasion d'Okinawa. Le 17 avril, il quitta Hawaï et se dirigea vers Okinawa, via Ulithi. Les opérations de vol ont commencé immédiatement après son arrivée le 3 mai et ont duré jusqu'au 16 juin, puis il a rejoint Leyte. Après un bref séjour dans la baie de San Pedro, le transporteur a traversé le détroit de Makassar pour Bornéo. Du 26 juin au 6 juillet, il participe à l'Opération Balikpapan avant de rejoindre Guam où il reste ancré au moment de la cessation des hostilités.

### Après-guerre
Du 6 au 9 septembre, Block Island a participé à l'évacuation des prisonniers de guerre alliés de Formose. Il a continué sa croisière en Extrême-Orient jusqu'au 14 octobre et est arrivé à San Diego en décembre 1945. En janvier 1946, transitant par le canal de Panama, il rejoint Norfolk où il est mis en service en réserve le 28 mai 1946.
Le 29 mai 1946, Block Island a été remorqué de Norfolk à Annapolis, relevant du surintendant de l'Académie navale pour servir de navire-école aux aspirants. Le 3 octobre 1950 il a été transféré à la flotte de réserve de l'Atlantique.
Le navire a été remis en service le 28 avril 1951 et signalé à la flotte de l'Atlantique. De juin 1951 à novembre 1953, il effectue des opérations locales au large des caps de Virginie, effectue quatre croisières dans les Caraïbes et une au Royaume-Uni, en France et en Italie d'avril à juin 1953.
Le 15 janvier 1954, il est remis en service en réserve à Philadelphie et hors service en réserve fin août 1954. En 1957-1958, il est renommé LPH-1 en prévision de sa conversion dans le cadre du projet SCB 159 en navire d'assaut amphibie, mais la conversion a été annulée et sa désignation est revenue à CVE-106 avant que tout travail ne soit effectué. Block Island a été rayé du Naval Vessel Register le 1er juillet 1959.